# Eufloria
Eufloria (conosciuto anche come Dyson) è un videogioco strategico in tempo reale creato dagli sviluppatori indie Alex May, Rudolf Kremers e Brian Grainger.
Originariamente chiamato Dyson dal teorico Freeman Dyson, che formulò l'ipotesi di una pianta simile a un albero che poteva crescere su un asteroide.
Il gioco era stato realizzato per Microsoft Windows nel 2009, per PlayStation Network nel 2011 e per iPad nel 2012. Le versioni Mac, Linux e Android di questo gioco furono realizzate insieme all'Humble Indie Bundle per Android 4 l'8 novembre 2012. La versione per Blackberry Playbook è stata commercializzata il 29 dicembre 2012.
Eufloria prende vita in un ambiente spaziale futuristico, dove il giocatore assume il ruolo di comandante di forme di vita interstellari chiamate Eufloria, che vivono e ricavano benefici dagli asteroidi. Il giocatore deve impiegare delle unità di base chiamate "semini", che crescono sugli alberi Dyson e che serviranno a colonizzare e conquistare altri asteroidi. Sugli asteroidi possono essere piantati gli alberi Dyson e a mano a mano che l'albero cresce e si fortifica, più semini verranno prodotti con specifici attributi. Ci sono anche fiori, alberi difensivi e altri elementi nei livelli successivi. Serviranno scontri, nuovi imperi e ricerche per scoprire l'origine della misteriosa minaccia dei "Grigi", e per far tornare al potere gli "Agricoltori".
Eufloria è descritto come un gioco accattivante con musica rilassante, grafica spettacolare e gameplay strategico e particolare.

## Trama
Il gioco comincia in un futuro lontano nello spazio. Il giocatore controlla un piccolo esercito di semini, l'albero madre spera di controllare altre colonie per gli Agricoltori, e per poterli aiutare a risorgere. All'inizio della partita, il giocatore incontra un nemico, i grigi, che ha brutalmente attaccato una delle loro colonie. L'albero madre viene a sapere che i grigi sono guidati da una malattia che li costringe ad attaccare. Imparano anche che altri nemici stanno attaccando il loro impero e quindi il giocatore viene inviato oltre i confini dell'impero per scoprire perché i grigi stanno attaccando, e trattare con loro. Il giocatore continua, acquisendo nuove tecnologie e salvando alleati lungo la strada, per scoprire che proprio i suoi semi hanno prodotto i grigi, nonostante il pericolo che i grigi avrebbero distrutto anche loro. Alla fine, è stato trovato l'asteroide madre dei grigi. Dopo la conquista, l'albero madre dopo aver analizzato i suoi resti, scopre che le piantine nemiche avevano lo stesso DNA delle piantine di Eufloriane.

## Modalità di gioco
Graficamente Eufloria è semplice, con una grafica minimalista e design semplice. Il colore del proprio impero è modificabile.
All'inizio del gioco il giocatore ha tre alberi Dyson su un asteroide. Gli alberi hanno dei rami che rilasciano semini che possono essere impiegati per creare altri alberi o per combattere semini nemici. Ogni albero ha delle caratteristiche proprie, e la crescita dei rami dipendano da un algoritmo.
Per creare alberi servono 10 semini in orbita su un asteroide. Questi semini vengono piantati su un asteroide e servono a far crescere principalmente gli alberi Dyson. Un altro tipo di albero, chiamato albero difensivo può essere piantato con lo scopo di distruggere i semini nemici. Col tempo, la percentuale di spawn dei semini aumenta. Il giocatore potrà anche personalizzare i suoi asteroidi impiantando degli speciali fiori che avranno delle specifiche peculiarità: fiore rosso aumenta la forza dei semini, i gialli la salute e i blu la velocità dei semini. Se su un asteroide viene piantato un albero difensivo questo produrrà delle mine-laser che saranno più efficienti nel distruggere i semini nemici, usando i laser e talvolta autodistruggendosi.
Tutti i livelli sono generati casualmente, solo pochi livelli sono leggermente differenti. Gli asteroidi non sono tutti generati casualmente, infatti alcuni rimangono invariati nelle statistiche e nella produzione di semini.

## Versioni
Ci sono due versioni di Eufloria: l'originale è stato realizzato per Windows e successivamente ricodificato per PlayStation Network. Ora gli è stato attribuito il nome di Eufloria Classic. Eufloria HD era stato affermato per iOS e più tardi per BlackBerry. È stato reso disponibile su Android e anche in pre-release per PC,  per i sistemi operativi Mac e Linux.

## Sviluppo
Originariamente chiamato Dyson, il gioco è stato avviato come una semplice singola prova di livello di concept. I livelli sono stati disegnati con un linguaggio di marcatura XML, e dopo con il linguaggio di programmazione Lua per aumentare la flessibilità. Il gioco è stato rinominato Eufloria dopo un concorso su Direct2Drive di IGN. sono stati consigliati oltre 400 nomi, infine vinse Vernon Sydnor. Il gioco è stato poi aggiornato con una campagna, AI e miglioramenti grafici, ed è stato tradotto in inglese, francese, tedesco, italiano, spagnolo e olandese.

## Community
Eufloria ha una fiorente comunità sul forum Euflorium. Questo originariamente formata da beta tester e modder.